# Smith & Wesson Модель 6904
Smith & Wesson Модель 6904 9 мм самозарядний пістолет з УСМ Подвійної/Одинарної дії.

## Історія та конструкція
Серія 6900 є версією пістолетів Smith & Wesson 69 серії третього покоління, які були компактними 9 мм пістолетами з дворядними магазинами. Пістолети серії 69 розроблені невеликими за розміром для прихованого носіння, але мають достатню вогневу потужність для використання у якості службової зброї. Вони замінили Smith & Wesson Model 469, але з невеликими покращеннями. Як і Моделіl 469, довжина стволу становить 3,5 дюйми, а місткість магазина - 12 набоїв.
Модель 6904 має затворну раму з вороненої карбонової сталі та раму з анодованого алюмінію чорного кольору, курок без спиці та запобіжники трьох типів (прапорцевого типу з обох боків, автоматичний курка та замикач магазина). Модель 6906 схожа на Модель 6904, але має затворну раму з неіржавної сталі, а рама з алюмінієвого сплаву матовою обробкою і без прапорцевого запобіжника.

## Моделі з УСМ лише подвійної дії
Модель 6944 та Модель 6946 мають УМС лише подвійної дії і є варіантами Моделей 6904 та 6906, відповідно. У цих моделей відсутні ручні запобіжники/важелі безпечного спуску.